# 흐림

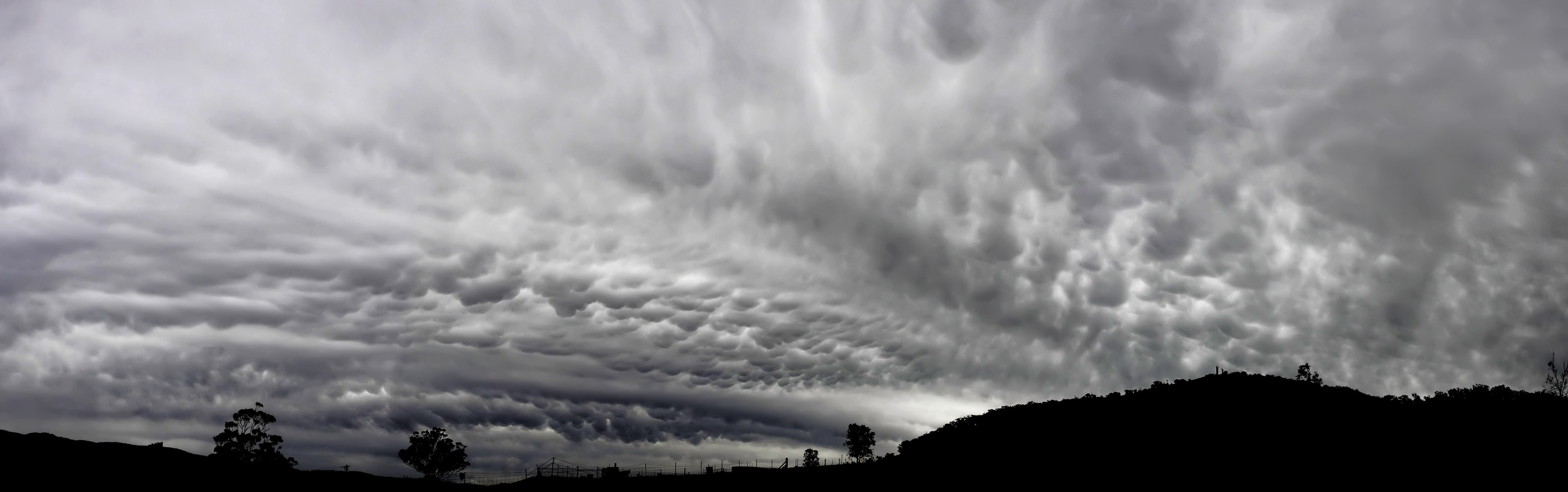
흐린 하늘

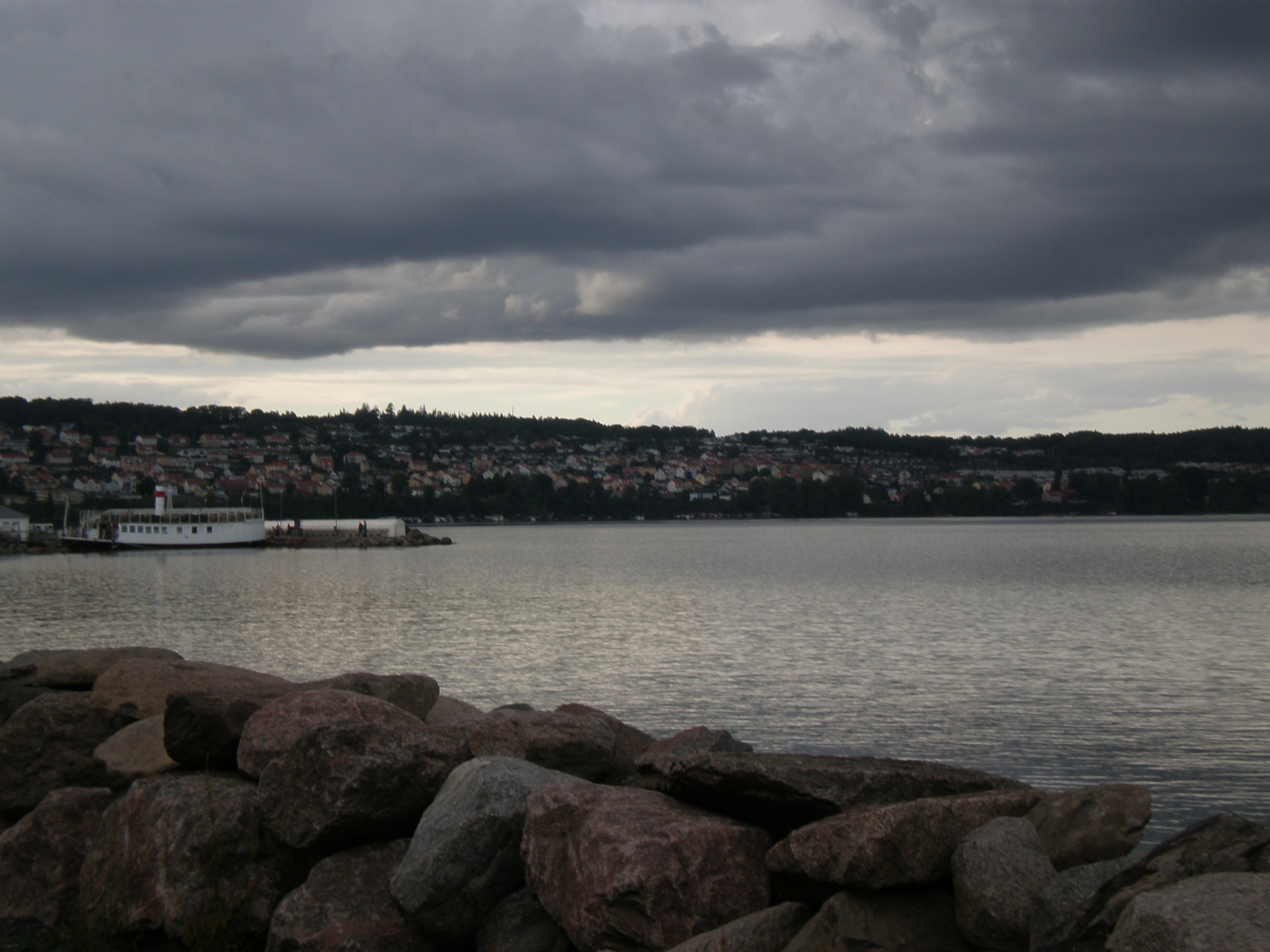
흐린 하늘

흐림은 하늘의 기상 상태 중 하나이다. 기본적으로 구름이 하늘 전체를 덮고 있어, 태양이 거의 보이지 않는 상태를 말한다. 박담(薄曇), 미담(微曇)이라고도 한다.
일반적으로 하늘 전체에 대해 구름이 차지하는 비중이 90% 이상이고 강수 현상이 없는 상태를 의미한다. 국제적으로는 구름이 8분 비율로 표현되기 때문에 구름이 8분의 7이상 때 "Cloudy"로 표현한다.
학문적인 개념으로는 하늘 전체에 구름이 차지하는 비율, 즉 구름이 20% 이상 80% 이하의 상태를 말한다. 구름의 비율이 90% 이상인 경우는 흐림으로 표현된다. 비슷한 용어로 "Overcast"가 있으며, 이 표현은 구름이 하늘을 차지하는 비중이 적어도 95% 이상일 때를 의미한다.

## 같이 보기
- 난반사